# Philippe Cavalier
 (mai 2020).
Si vous disposez d'ouvrages ou d'articles de référence ou si vous connaissez des sites web de qualité traitant du thème abordé ici, merci de compléter l'article en donnant les références utiles à sa vérifiabilité et en les liant à la section « Notes et références ».
Philippe Cavalier est un écrivain français né en 1966. Diplômé de l'Institut national des langues et civilisations orientales, il est passionné par les mythes et le surnaturel.

## Œuvre
- Le Siècle des chimères, Tome 1 : Les Ogres du Gange, Le Livre de Poche, 2005  (ISBN 9782253116226)
- Le Siècle des chimères, Tome 2 : Les loups de Berlin, Le Livre de Poche, 2005  (ISBN 9782253116233)
- Le Siècle des chimères, Tome 3 : Les Anges de Palerme, Le Livre de Poche, 2006  (ISBN 9782253116240)
- Le Siècle des chimères, Tome 4 : La dame de Toscane, Le Livre de Poche, 2008  (ISBN 9782253116257)
- Le marquis d'Orgèves, Tome 1 : Le trésor des fils de France, Éditions Anne Carrière, 2008  (ISBN 9782843374999)
- Le marquis d'Orgèves, Tome 2 : La couronne de cendres, Éditions Anne Carrière, 2009  (ISBN 9782843375132)
- Une promenade magique dans Paris, Éditions Anne Carrière, 2010  (ISBN 9782843375880)
- Le marquis d'Orgèves, Tome 3 : Le jardin des épées, Éditions Anne Carrière, 2011  (ISBN 9782843376153)
- Hobboes, Éditions Anne Carrière, 2012  (ISBN 9782843375897)
- Les neuf noms du soleil, Éditions Anne Carrière, 2017  (ISBN 9782843377129)